# Hansjörg Kunze

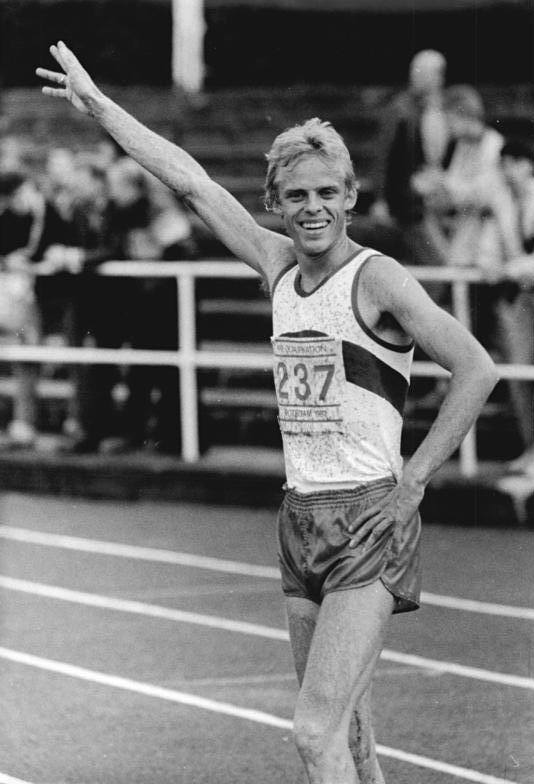
Hansjörg Kunze, 1987

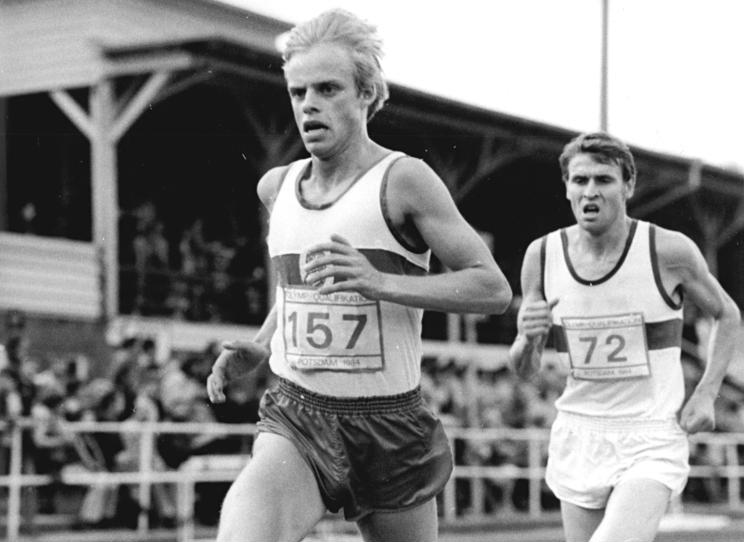
Kunze (links) wird 1984 DDR-Meister über 10.000 Meter vor Werner Schildhauer

Hansjörg Kunze (* 28. Dezember 1959 in Rostock) ist ein ehemaliger deutscher Leichtathlet und Olympiamedaillengewinner, der für die DDR im Langstreckenlauf erfolgreich war.

## Leben
Hansjörg Kunze hatte bei einer Größe von 1,79 m ein Wettkampfgewicht von 63 kg. Sein größter Erfolg war die Bronzemedaille im 5000-Meter-Lauf bei den Olympischen Spielen 1988 in Seoul, wofür er mit dem Vaterländischen Verdienstorden in Bronze ausgezeichnet wurde. Er startete für den SC Empor Rostock.
Einen spektakulären Sieg errang er am 9. September 1981 in Rieti (Italien), als er mit 13:10,40 min einen Europarekord im 5000-Meter-Lauf erzielte und in diesem Wettkampf den in dieser Saison dominierenden Kenianer Henry Rono schlug. Sein langjähriger sportlicher Rivale in der DDR war Werner Schildhauer aus Halle (Saale).
Seit Ende seiner sportlichen Laufbahn ist Kunze als Journalist tätig. Er arbeitete unter anderem in einer PR-Agentur für einen Sportschuh-Hersteller, als Berichterstatter von den Weltmeisterschaften 1993 in Stuttgart, als Radio- und Fernsehreporter eines Regionalsenders (Antenne MV), als Pressesprecher der Reederei AIDA Cruises und seit 2023 als Marketingleiter des Fertighaus-Herstellers Scanhaus Marlow. 2004 war er an der Olympiabewerbung der Hansestadt Rostock (für die Segelwettkämpfe mit dem Hauptaustragungsort Leipzig) beteiligt.
Seit 2022 ist er Präsident des Leichtathletik-Verbandes von Mecklenburg-Vorpommern (LVMV).
Hansjörg Kunze ist seit 1981 verheiratet und hat zwei Kinder.

## Sportliche Erfolge
- Dritter im 5000-Meter-Lauf und Sechster im 10.000-Meter-Lauf bei den Olympischen Spielen 1988
- Teilnehmer der Olympischen Spiele 1980 in Moskau (im 5000-Meter-Halbfinale ausgeschieden)
- Weltmeisterschaftsdritter 1983 und 1987 im 10.000-Meter-Lauf
- Weltcup, 5000-Meter-Lauf: 2. Platz 1981, 4. Platz 1979
- Europacup, 5000-Meter-Lauf: 3. Platz 1981, 4. Platz 1983
- Junioreneuropameisterschaften, 3000 Meter: 3. Platz 1977
- DDR-Meisterschaften: 1. Platz im 5000-Meter-Lauf 1981, 1983, 1984, 1986, 1987, 1. Platz im 10.000-Meter-Lauf 1984, 1986, 1987, 1988. Zusammen mit Siegen in anderen Altersklassen gewann er insgesamt 15 Titel.
- Bestleistung im 10.000-Meter-Lauf: 27:26,0 min am 2. Juli 1988 in Oslo
- In der Altersklasse Jugend B (unter 18 Jahre) gelaufene Zeiten, die noch als deutsche Rekorde geführt werden (Stand: 31. Dezember 2004):

2000 m Hindernis: 5:35,11 min, 18. Juli 1976 in Erfurt
5000 m: 14:20,2 min, 8. August 1975 in Bankska Bystrica
3000 m: 7:56,4 min, 27. Juni 1976 in Karl-Marx-Stadt